# Aporocactus
Genre
Aporocactus est un genre de la famille des cactus. Il a été récemment inclus dans le genre Disocactus, tout comme les genres Bonifazia, Chiapasia, Heliocereus, Lobeira, Nopalxochia, Pseudonopalxochia et Wittia.
Il est originaire d'Amérique  centrale et d'Amérique du Sud.
Son nom vient du grec ancien « aporos » (« impénétrable ») en raison de ses touffes parfois très denses.

## Liste d'espèces
- Aporocactus flagelliformis Lem. : c'est l'espèce la plus répandue : tiges retombantes (jusqu'à 1,5 m) couvertes de petites fleurs rouges ou roses. Souvent utilisé comme plante d'appartement dans des pots suspendus. Parfois surnommé « cactus queue de rat ».
- Aporocactus martianus : tiges érigées et fleurs rouge écarlate.
- Aporocactus conzatii Britton & Rose : fleurs rose vif.
- Aporocactus flagriformis : a des tiges plus épaisses.

## Description
C'est un genre épiphyte poussant sur les branches des arbres, mais sans les parasiter.
Se présente sous forme de tiges retombantes ou rampantes pouvant atteindre 60 cm avec 6 côtes couvertes de nombreuses petites épines.

## Mode de culture
De par son habitat épiphyte dans les arbres, il ne supporte pas la même sécheresse que les cactus classiques.
Prévoir donc un sol perméable, bien drainé mais fibreux. Exposition bien ensoleillée. Arrosages réguliers de mars à septembre, avec des apports d'engrais.
Pour que la plante fleurisse, elle doit passer l'hiver au repos avec des arrosages parcimonieux, avec une température fraiche mais ne descendant pas en dessous de +4 °C.
Comme la plupart des cactus, elle apprécie une terre un peu acide.
Le mode de multiplication le plus facile est le bouturage. Les semis sont également possibles, mais demandent une température de plus de 20 °C.